# Enhörna varv

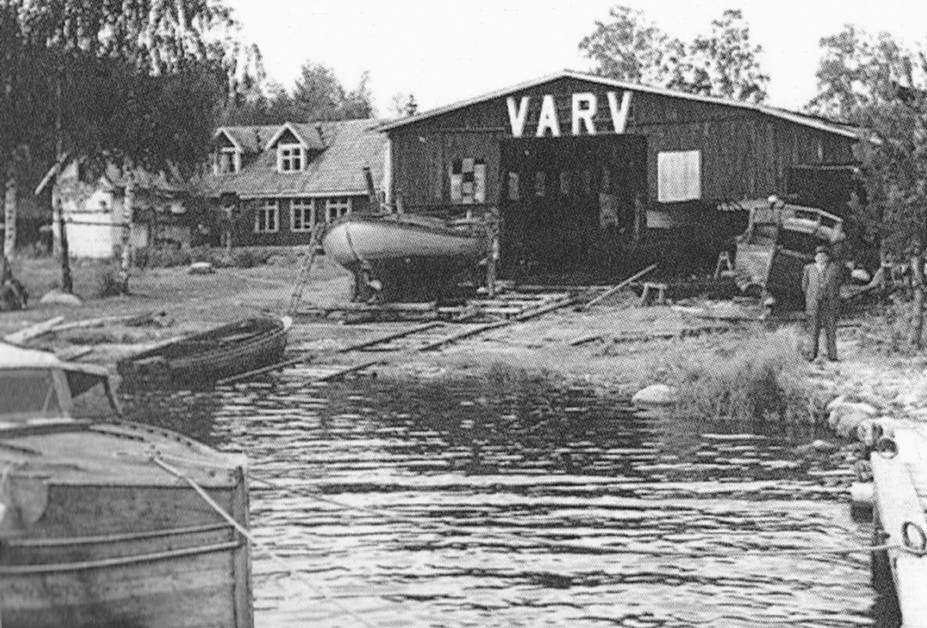
Enhörna varv på 1950-talet.

Enhörna varv är ett småbåtsvarv vid nuvarande Björkfjärdsvägen 28 på Enhörnalandet i tätorten Sandviken, Södertälje kommun. Verksamheten började omkring 1905.

## Historik

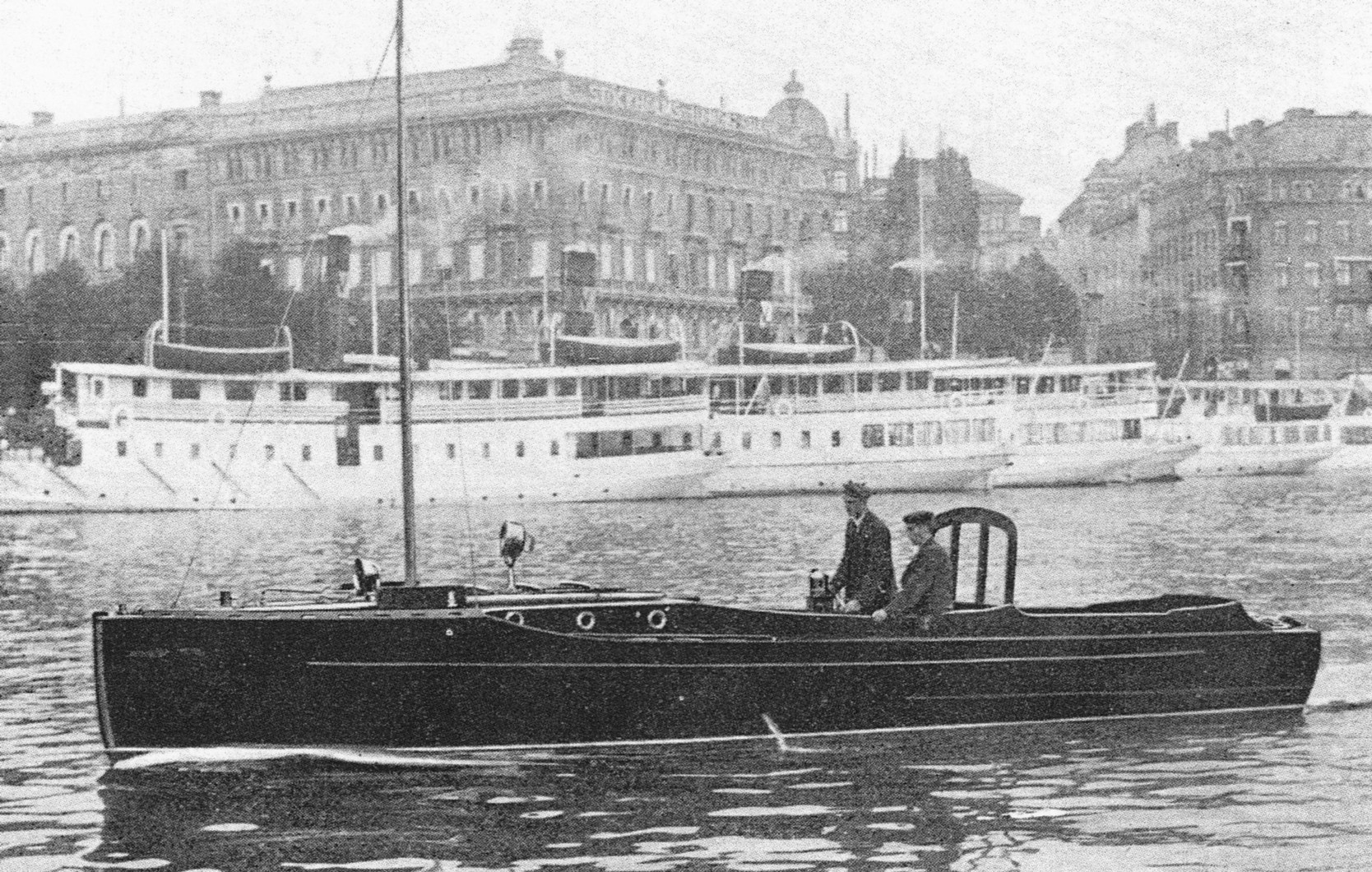
En av varvets mahognybåtar.

Marken för varvet avstyckades 1904 från Vinberganäset, som är en halvö i Södra Björkfjärden, strax norr om samhället Sandviken. Köparen var båtbyggaren Josef Jansson som planerade att här anlägga ett varv för mindre båtar. Under år 1905 färdigställdes själva båtbyggeriverkstaden med bostäder uppepå, ett tvåvånings bostadshus, ett stort båtskjul för vinterförvaring av båtar och en slip med räls för uppdragning och sjösättning av båtar. 
Under 1920-talet hade varvet sin glansperiod. Verksamheten blev bolag och kallade sig nu Enhörna Varvs- & Transport AB med en filial i Vaxholm som startade 1919. Till varvets produkter hörde allt mellan eleganta båtar i mahogny och enkla roddbåtar i ek eller furu. En av kunderna var racerföraren Richard F. Björkman (känd från många biltävlingar) som var aktieägare i bolaget och som vann många tävlingar med Van Blerck, en av Janssons båtar. Van Blerck såldes 1922 vidare för 6 000 kronor på Saltsjöbadens första båtmässa. Även som båtrustare gjorde sig Jansson ett namn och när han sålde Enhörna varv för att expandera verksamheten på Fittja båtvarv i Botkyrka socken hörde många välbärgade stockholmare till hans kundkrets.
Efter Josef Jansson ägdes varvet av handlaren Erhard Jansson, som sålde verksamheten 1943 till Gösta och Ragnar Jansson från Söderköping. Trots namnet var de inte släkt med sina föregångare. Idag byggs inga nya båtar längre på Enhörna varv men småbåtshamn, reparation och vinterförvaring av båtar i det stora båtskjulet finns alltjämt kvar.

## Nutida bilder

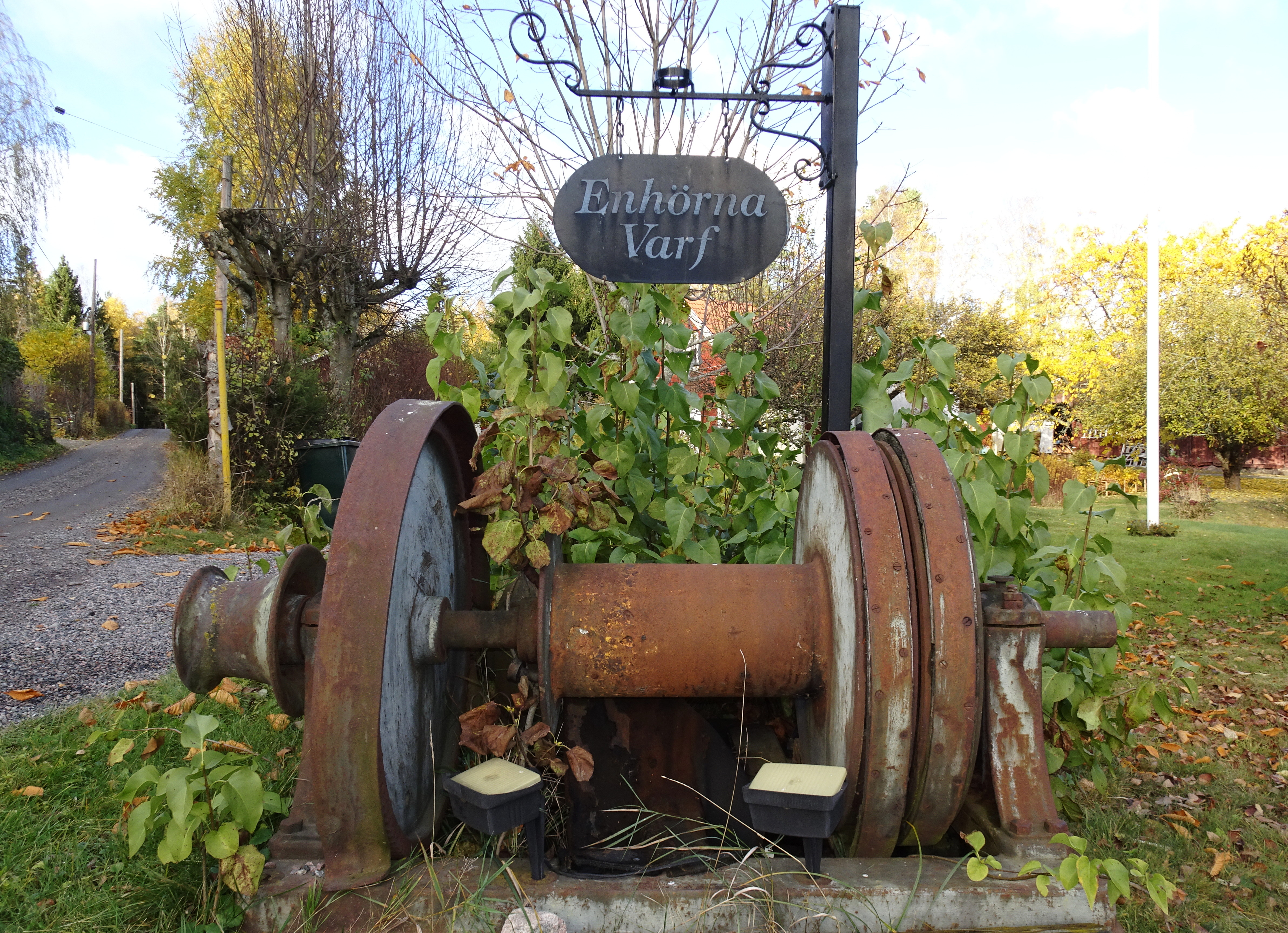
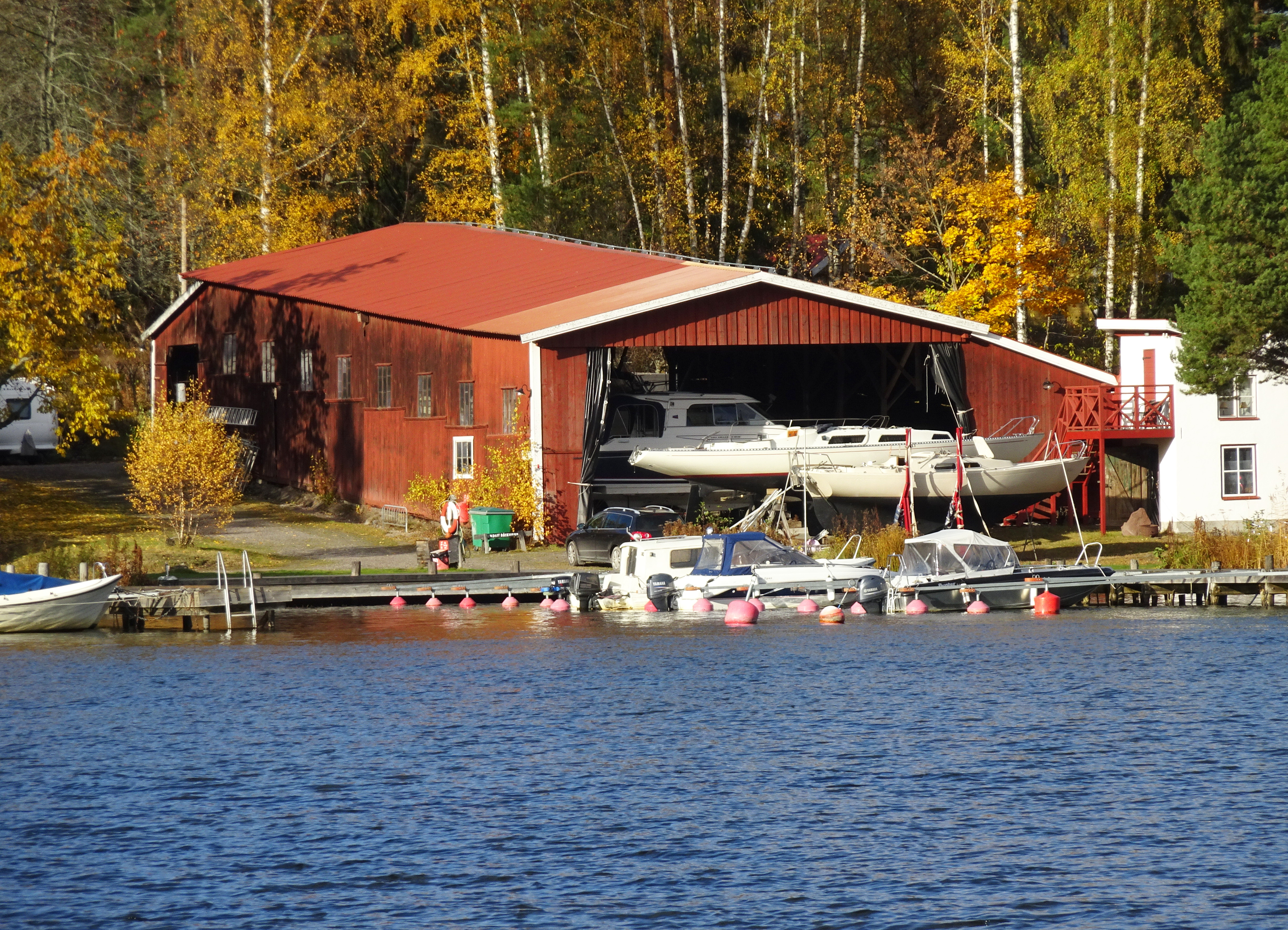
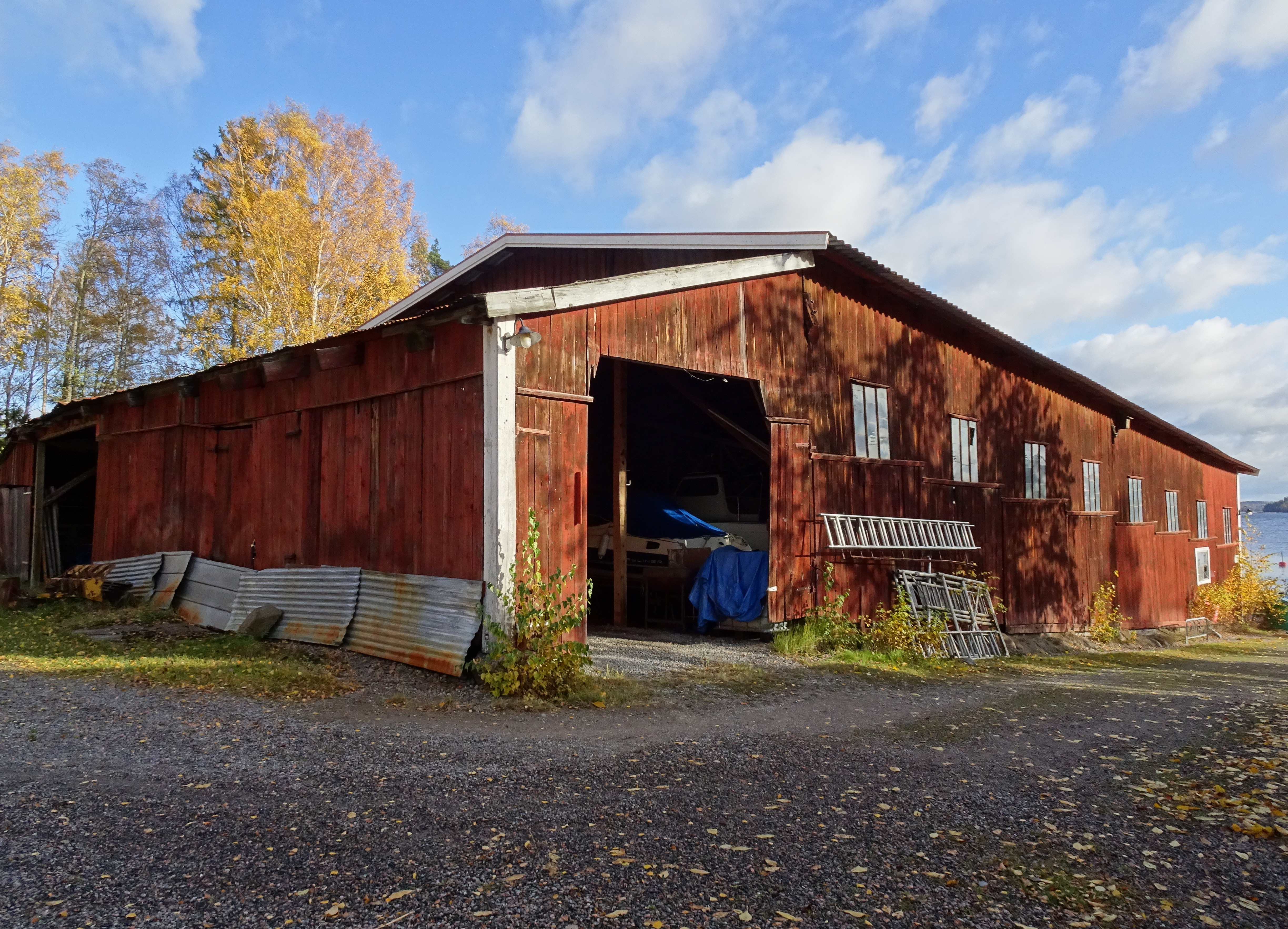
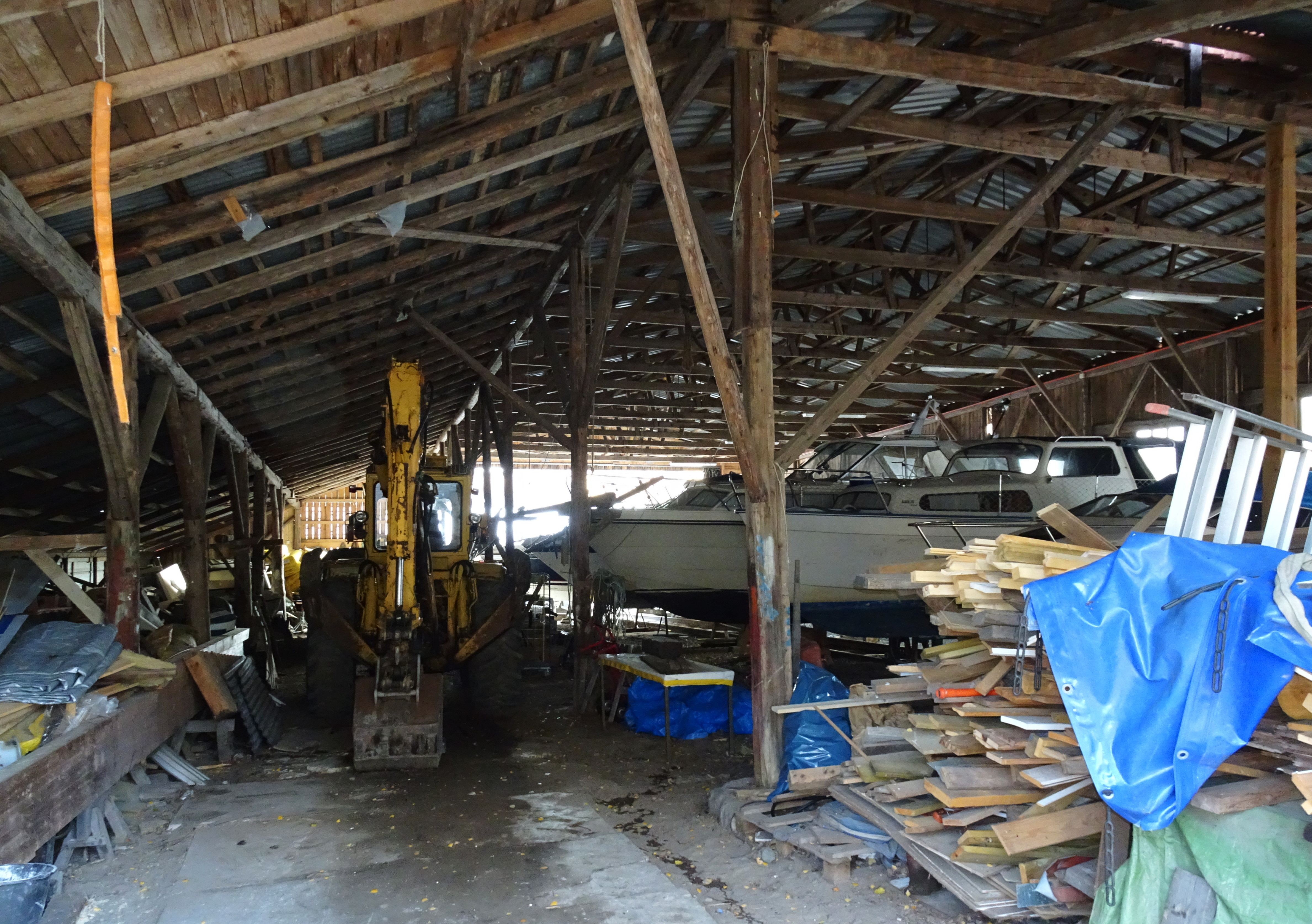
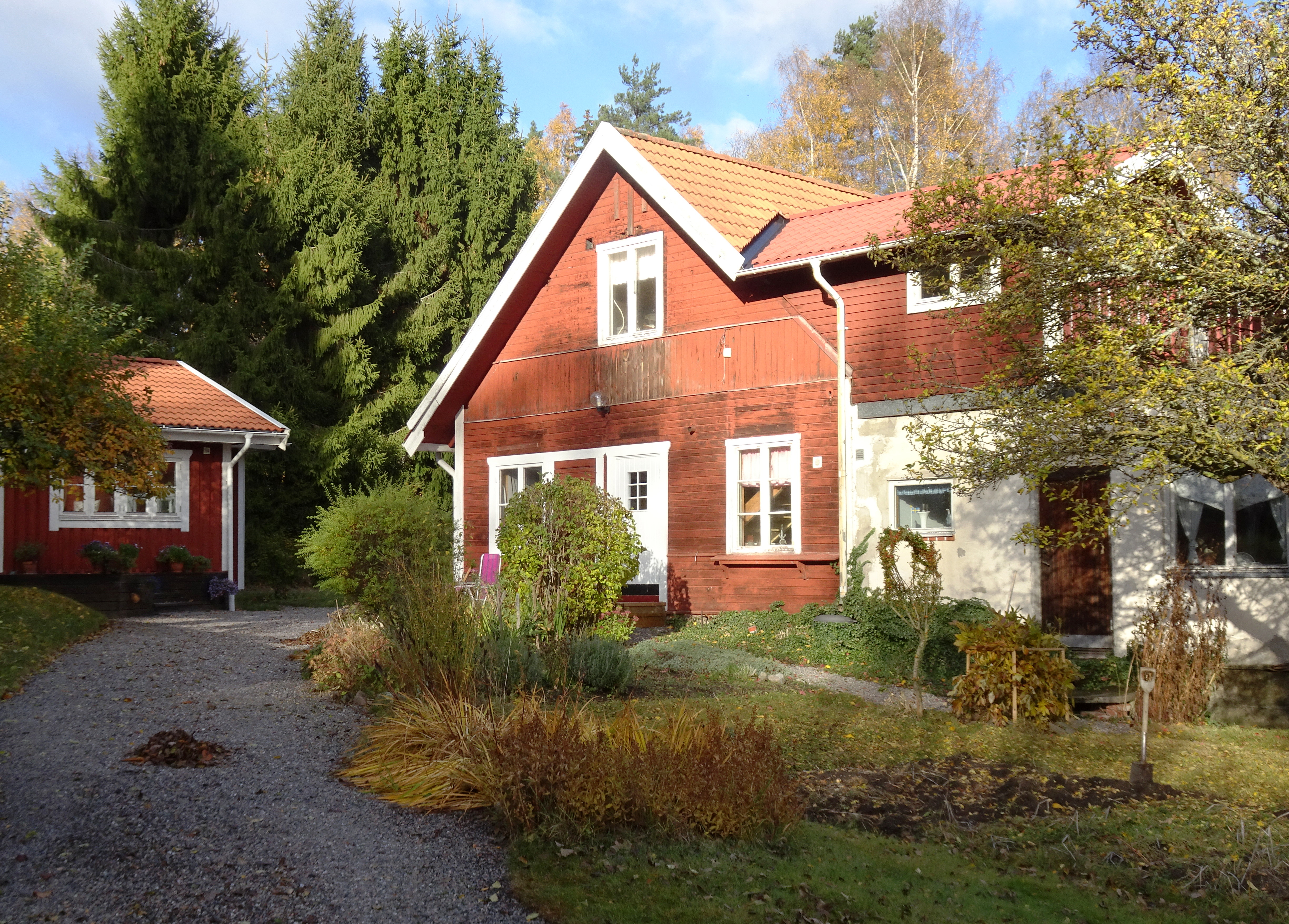